# Lauša (Podujevo)
Pour les articles homonymes, voir Lauša.
Llaushë en albanais et Lauša en serbe latin (en serbe cyrillique : Лауша) est une localité du Kosovo située dans la commune/municipalité de Podujevë/Podujevo, district de Pristina (Kosovo) ou district de Kosovo (Serbie). Selon le recensement kosovar de 2011, elle compte 980 habitants, dont 976 Albanais.

## Démographie

### Évolution historique de la population dans la localité
| 1948 | 1953 | 1961 | 1971 | 1981 | 1991 | 2011 |
| ---- | ---- | ---- | ---- | ---- | ---- | ---- |
| 575  | 640  | 769  | 914  | 793  | 741  | 980  |

|  |